# Vlag van Harmelen

Vlag van de gemeente Harmelen (tot 2001)

De vlag van Harmelen is op 26 mei 1977 vastgesteld als de gemeentevlag van de Nederlandse gemeente Harmelen. De vlag kan als volgt worden beschreven:
Drie banen van geel, zwart en geel met een hoogteverhouding van 4:1:4; op de bovenste baan twee ruiten van rood, op de onderste baan een ruit van rood; de ruiten zijn zodanig geplaatst dat de vlaghelft aan de broekzijde hetzelfde beeld toont als het gemeentewapen.
De vlag is afgeleid van de tekening op het schild van het gemeentewapen en werd voor het eerst gehesen tijdens de opening van het nieuwe gemeentehuis op 17 juni 1977.
Op 1 januari 2001 is Harmelen opgegaan in de gemeente Woerden. De vlag is daardoor als gemeentevlag komen te vervallen.

## Verwante afbeeldingen

Het wapen van Harmelen

Amerongen 
· Benschop 
· Breukelen 
· Doorn 
· Driebergen-Rijsenburg 
· Harmelen 
· Jutphaas 
· Kamerik 
· Kockengen 
· Leersum 
· Linschoten 
· Loenen 
· Loosdrecht 
· Maarn 
· Maarssen 
· Maartensdijk 
· Mijdrecht 
· Polsbroek 
· Snelrewaard 
· Stoutenburg 
· Vianen 
· Vinkeveen en Waverveen 
· Vleuten-De Meern 
· Vreeswijk 
· Wilnis 
· Zegveld 
· Zuilen
1. ↑  RHC Rijnstreek en Lopikerwaard - Gemeentehuizen